# 447 Валентина
447 Валентина (447 Valentine) — астероїд головного поясу, відкритий 27 жовтня 1899 року у Гейдельберзі.